# Vaguada ecuatorial

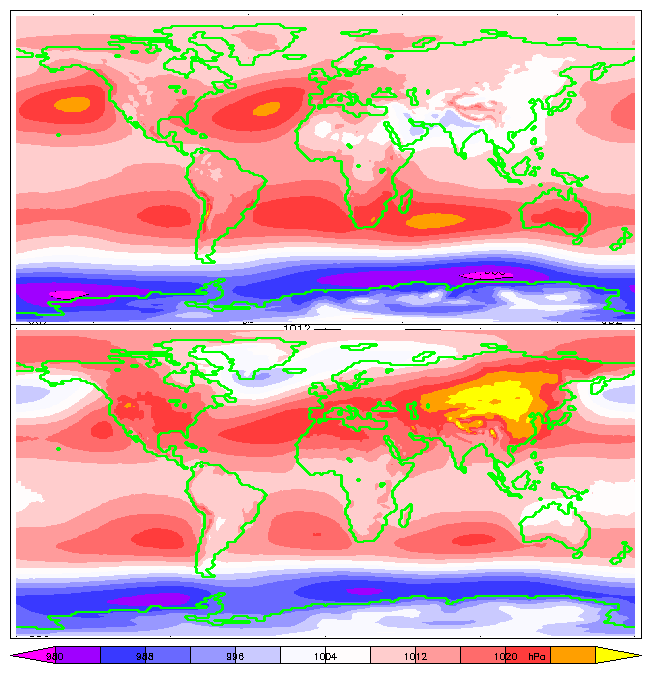
Mapas de la presión atmosférica media del verano en el hemisferio norte y sur respectivamente.

La vaguada ecuatorial  o ecuador meteorológico y en algunas regiones vaguada monzónica, es una vaguada o cinturón continuo de baja presión atmosférica que rodea toda la Tierra por regiones más o menos cercanas al ecuador. También se le llama vaguada casi-ecuatorial por su eventual alejamiento del ecuador, pues se desplaza estacionalmente hacia el norte durante el verano boreal y hacia el sur durante el verano austral. Es de gran importancia pues se encuentra cercanamente relacionada con la convergencia intertropical entre los vientos alisios del norte con los del sur, por lo que incide determinantemente en la variación climática.
La posición de la vaguada ecuatorial es relativamente constante en el Atlántico y Pacífico, pero en el Índico y continentes como Asia y África, hay gran oscilación estacional por la presencia del monzón.
Las regiones en donde se sitúa la vaguada ecuatorial presentan clima tropical, es decir, con calor, viento calmo y lluvias que suelen ser abundantes dependiendo de la carga de humedad de los vientos alisios que convergen en ella.

## Vaguada monzónica
Cuando la vaguada ecuatorial se aleja considerablemente del ecuador terrestre, se le suele denominar vaguada monzónica o del monzón. Es conocida la presencia de los vientos del monzón en el sur y oriente de Asia, donde el calor continental del verano boreal, eleva grandes masas de aire que producen una notable caída de la presión atmosférica, la cual atrae los vientos alisios del océano Índico cargados de humedad y produciendo lluvias torrenciales. El verano boreal lleva la vaguada tan al norte como China y Corea en su máximo desplazamiento, atravesando el trópico de Cáncer fuera de la zona intertropical.
Análogamente, se sostiene que pueden considerarse como vaguadas monzónicas los desplazamientos hacia el sur durante el verano austral, fenómeno que se produce en Sudamérica, África y Oceanía, llegando tan al sur como Paraguay, Madagascar y Australia respectivamente, aunque la presión no es tan baja como en el monzón de la India.

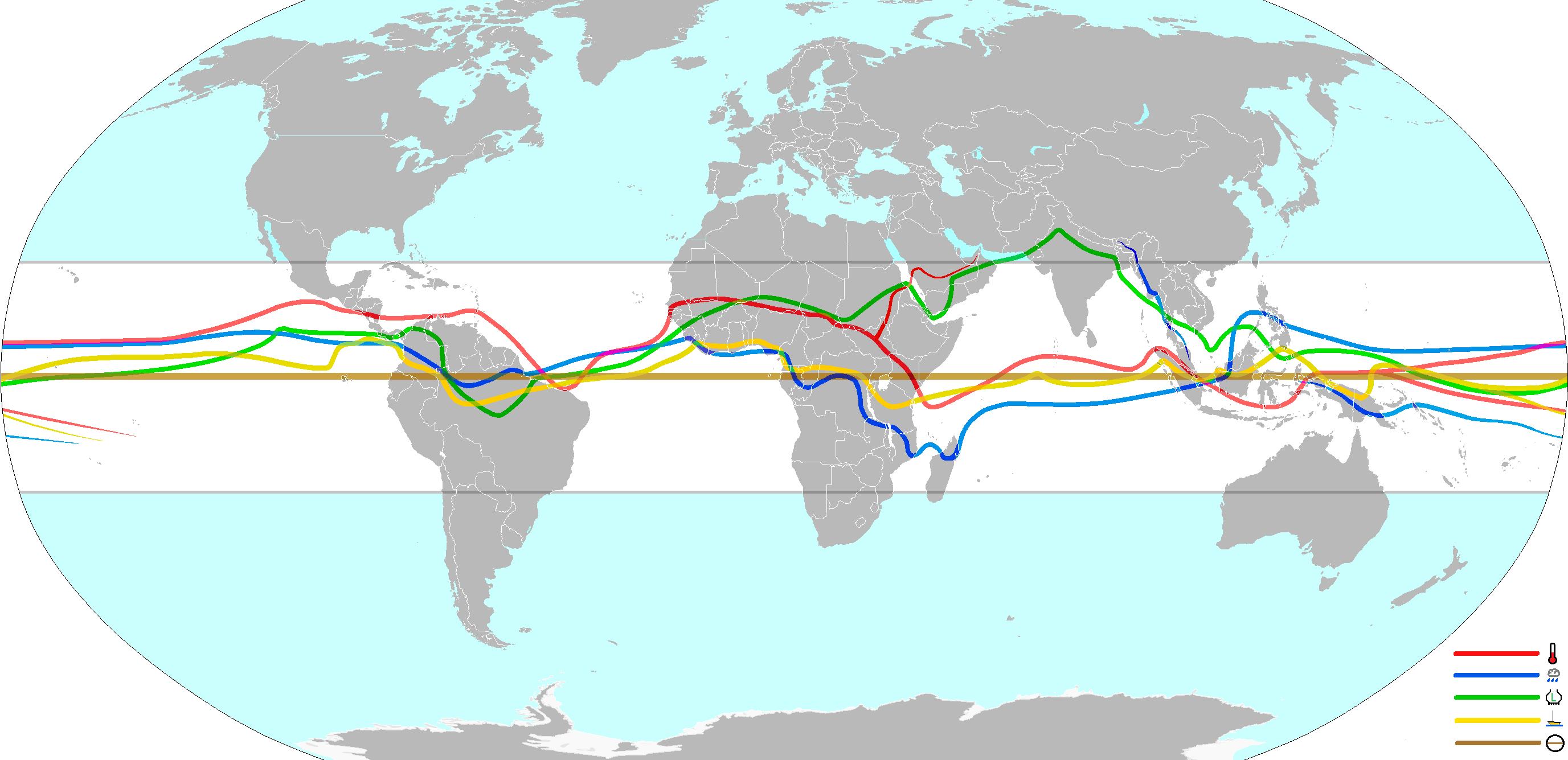
En verde se muestra el ecuador meteorológico y se le compara con el ecuador térmico (rojo), cinturón de lluvias (azul) y calma ecuatorial (amarillo).

## Ecuador meteorológico
La denominación ecuador meteorológico se usa como sinónimo de vaguada ecuatorial, pero también puede referirse al promedio anual de la menor presión atmosférica continua de cada meridiano, medida en latitudes tropicales y en referencia al nivel del mar. Esta media anual se sitúa principalmente en el hemisferio norte, especialmente en Asia, y pasa por la llanura Indogangética de la India debido a la importante caída de la presión y a que la vaguada pasa por India la mayor parte del año (ocho meses).